# Třída Arihant
Třída Arihant je třída raketonosných ponorek Indického námořnictva s jaderným pohonem. Jedná se o první v Indii navržené a postavené ponorky s jaderným pohonem. Indie plánuje postavení celkem šesti ponorek této třídy. Prototypová jednotka byla do služby přijata roku 2016. Druhá ponorka pak v roce 2024.
Od roku 2026 by měly indické raketonosné ponorky využívat novou základnu INS Varsha, ležící asi 50 km jižně od Višákhapatnamu.

## Stavba
Indie zahájila svůj program vývoje ponorek s jaderným pohonem (ATV – Advanced Technology Vessel) už roku 1974. Práce na samotné třídě Arihant byly zahájeny roku 1998. Na vývoji se podílí především indické námořnictvo ve spolupráci s organizacemi Bhabha Atomic Research Centre (BARC) a Defence Research and Development Organisation (DRDO). Realizace projektu probíhá s ruskou pomocí. Ponorky jsou stavěny loděnicí ve Visakhapatnamu. Po jejich zařazení do služby bude Indie disponovat všemi komponenty jaderné triády. Zařazení první jednotky do služby bylo plánováno na rok 2011. Později ale byly zkoušky prodlouženy o další dva roky. Nakonec byla prototypová ponorka Arihant do služby přijata roku 2016.
Roku 2017 byla na vodu spuštěna druhá sesterská ponorka Arighaat a roku 2021 ještě nepojmenovaná třetí jednotka s trupovým číslem S4. Analýza satelitních snímků naznačuje, že třetí jednotka má o přibližně dvacet metrů prodloužený trup, díky čemuž pojme dvojnásobný počet sil pro balistické rakety. Druhá jednotka Arighaat do služby vstoupila 29. srpna 2024. Čtvrtá jednotka byla na vodu spuštěna 16. října 2024 v zařízení Ship Building Centre (SBC) ve Višákhapatnamu.
Jednotky třídy Arihant:
| Jméno              | Spuštěna           | Vstup do služby | Status    |
| ------------------ | ------------------ | --------------- | --------- |
| INS Arihant (S2)   | 26. července 2009  | srpen 2016      | aktivní   |
| INS Arighaat (S3)  | 19. listopadu 2017 | 29. srpna 2024  | aktivní   |
| INS Aridhaman (S4) | 23. listopadu 2021 |                 | zkoušky   |
|                    | 16. října 2024     |                 | ve stavbě |

## Konstrukce

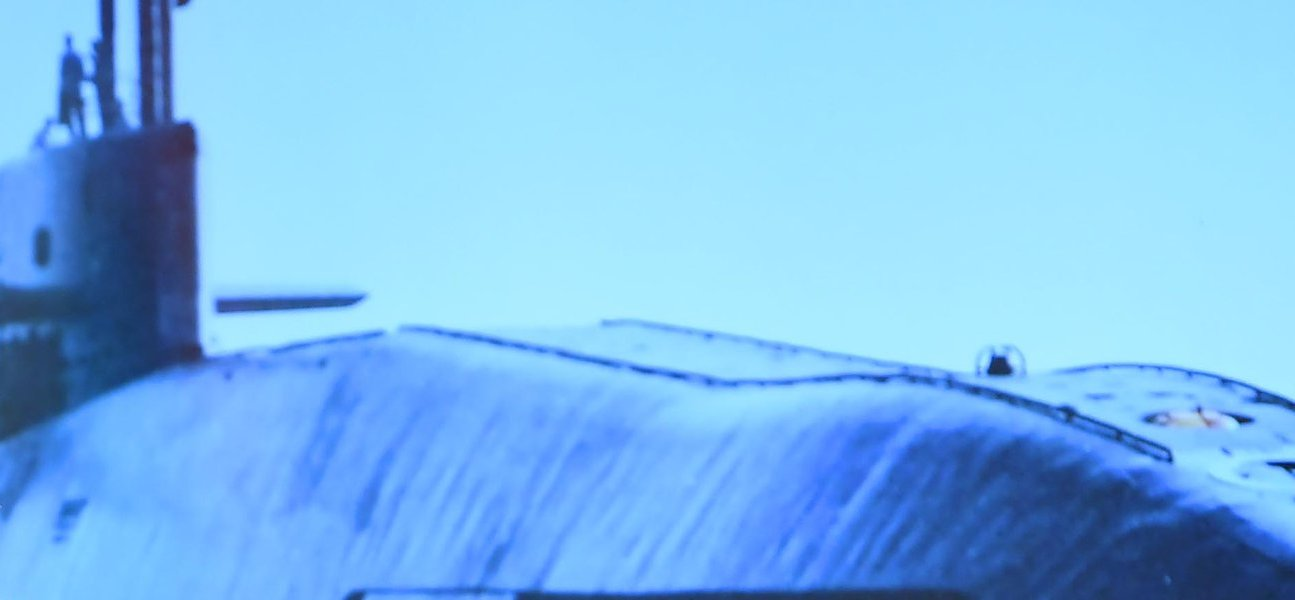
Arihant (S2)

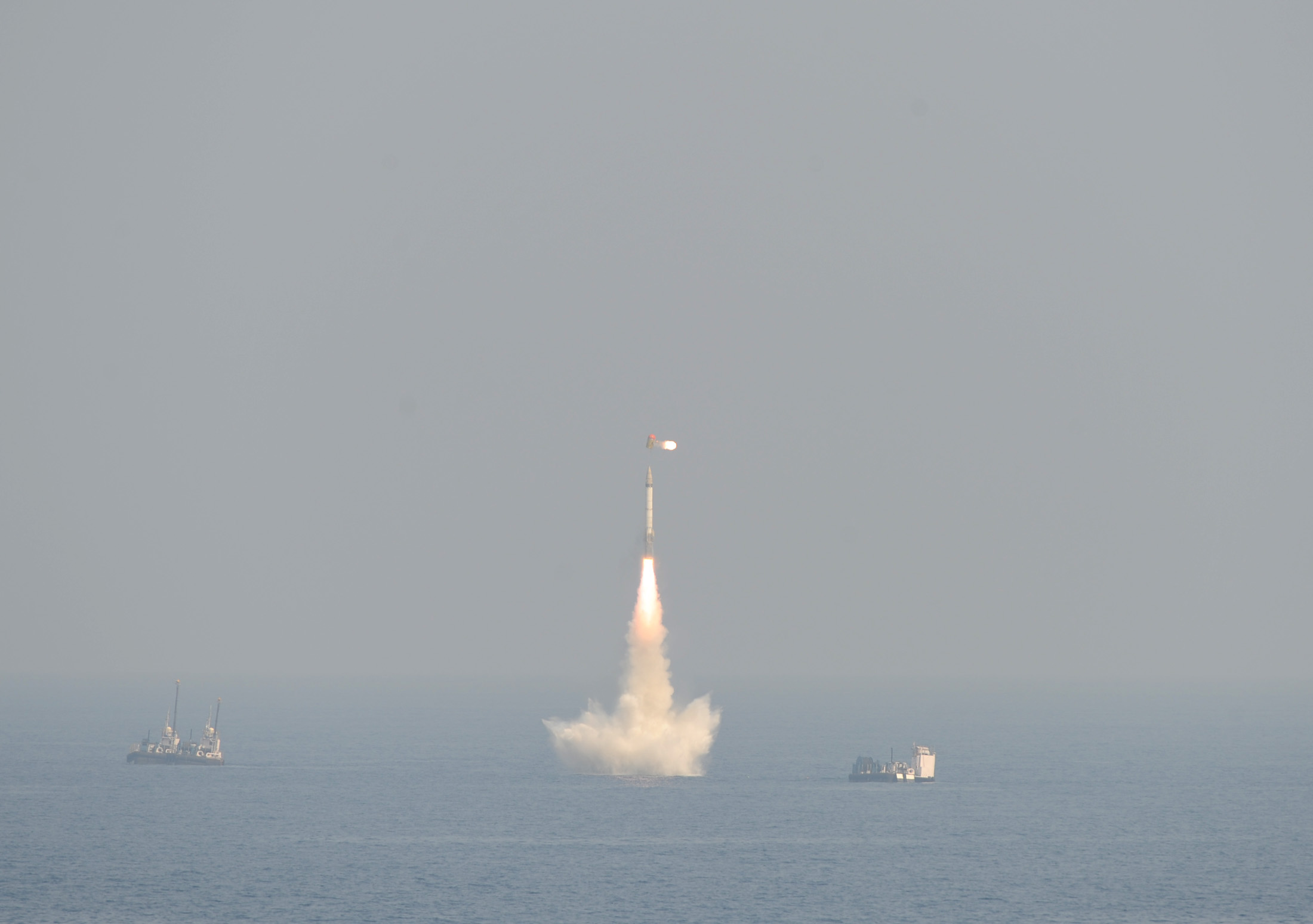
Vypuštění balistické rakety Sagarika

Oproti jiným raketonosným ponorkám je třída Arihant menší a nese pouze čtyři sila pro vypouštění balistických raket (jiné třídy jich nejčastěji mají 16). Ponorka má dvoutrupou konstrukci. Ze šesti 533mm torpédometů mohou být vypouštěna torpéda, protilodní a protizemní střely. Ze čtyř raketových sil ponorka může vypustit celkem 12 balistických raket Sagarika (K-15) s dosahem 750 km či čtyři balistické rakety K-4 s dosahem 3500 km. Pohonný systém tvoří tlakovodní reaktor o výkonu 85 MW vyvinutý s ruskou pomocí a jedna turbína. Lodní šroub je jeden. Nejvyšší rychlost dosahuje 15 uzlů na hladině a 25 uzlů pod hladinou.

## Služba
Na prototypové ponorce Arihant došlo nedlouho po jejím zařazení do služby k vážné nehodě, kvůli které byla 10 měsíců opravována. Posádka totiž zapomněla zavřít jeden z poklopů, kterým následně pronikla voda do sekce s jaderným pohonem. Kdy bude ponorka opět bojeschopná nebylo zveřejněno.